# Dunnabridge Pound

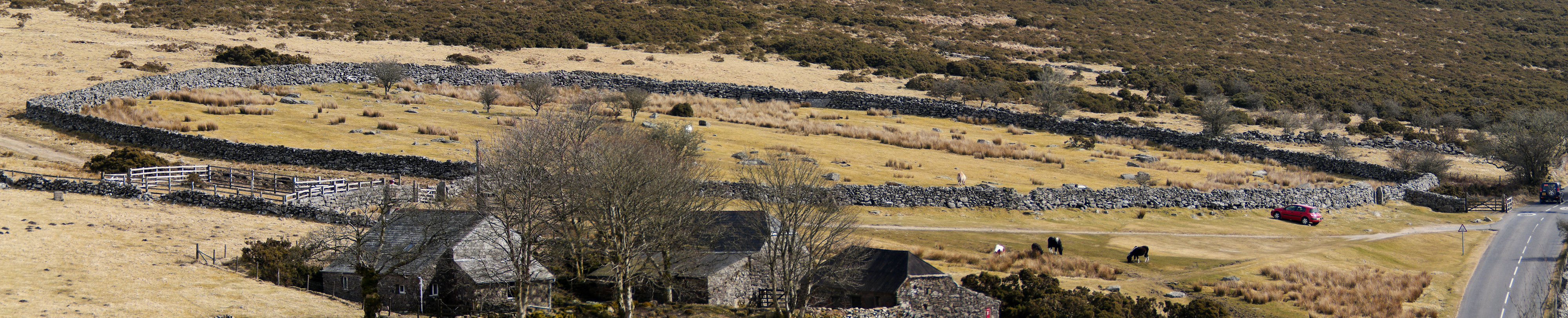
Dunnabridge Pound

Dunnabridge Pound nahe der Straße B3757 bei Dartmeet im Dartmoor National Park in Devon in England ist einer der etwa 30 vielleicht bis in die Bronzezeit zurückdatierbaren Dartmoor Pounds. Die Position des 2,25 ha großen Dunnabridge Pound südwestlich des Laughter Tor mit dem Menhir Laughter Man und seinen ausgegangenen Steinreihen ist interessant, da sie das Zentrum einer Gemeinde gewesen sein könnten.

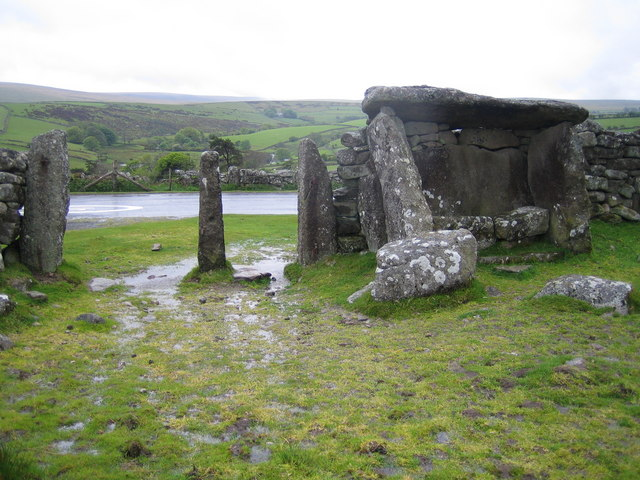
The Judge’s Chair

Neben dem Eingang an der Straße liegt eine Megalithstruktur, bekannt als „The Judge’s Chair“ (deutsch „der Richterstuhl“). Sie besteht aus einem 1,8 m hohen und 2,4 m langen Trilithen, bei dem es sich um den Rest einer in den Pound integrierten Megalithanlage handelt.
J. Butler ist der Auffassung, dass die heutige Struktur der der Bronzezeit entspricht. Die ständige Verwendung im Laufe der Jahrhunderte hat jedoch dazu geführt, dass praktisch alle prähistorischen Merkmale ausgelöscht wurden. Aber es gibt Spuren von zwei Hütten und einigen Mauern in der Einfassung. 
Nach J. E. B Gover erscheint die früheste schriftliche Aufzeichnung von Dunnabridge in einem Dokument des Herzogtums Cornwall von 1305, wo es Donebrigge heißt (deutsch „Untere Brücke“) über den Fluss Dart. Dunnabridge Pound ist auf der Karte von Benjamin Donn von 1765 eingezeichnet. Obwohl sie die zwei Brücken der Moretonhampstead-Straße zeigt, gibt es zu dieser Zeit keine solche am Pound. Der Pfarrer John Swete beschrieb das Pound im Jahre 1798 als erster und fertigte eine Skizze des Judge’s Chair an.